# Cislago
Cislago (Cislàgh in dialetto varesotto, AFI: [tʃiˈzlɑːk]) è un comune italiano di 10 457 abitanti della provincia di Varese in Lombardia.

## Geografia fisica
Cislago è posizionato nell'alta pianura lombarda, poco distante dalle Prealpi. Il territorio cislaghese è interessato da boschi di robinia, farnia e carpino con sottoboschi dove massiccia è la presenza di mughetto. Il torrente Bozzente, nel nuovo corso extracittadino, è interessato da inquinamento fognario e industriale (prima di entrare nel territorio cislaghese). Storicamente il paese è stato associato al Seprio e alla Valle Olona perché inserito nella Pieve di Olgiate Olona, pur non essendo lambito dal fiume. Amministrativamente Cislago appartiene alla provincia di Varese e, con Gerenzano e Saronno, forma una "penisola" tra le province di Como e Milano.

## Origini del nome
Il toponimo Cislago deriverebbe da cista = cesta per la sua posizione in una conca: Cistello > Cistellago > Cislago. 

## Storia

### Protostoria ed età antica
Il castello gentilizio che appare oggi al centro del paese è sorto probabilmente su una torre di guardia o un accampamento romano (castrum) e nel Medioevo con l'aggiunta di piani, e migliorie. Da Cistellacum, nome romano di Cislago, passava la Via Mediolanum-Bilitio, che metteva in comunicazione Mediolanum (Milano) con Luganum (Lugano) passando da Varisium (Varese).

### Medioevo
Cislago, inserito nella Pieve di Olgiate Olona, apparteneva al contado del Seprio, come feudo dapprima di nobili germanici (705-842), poi del monastero milanese della Basilica di Sant'Ambrogio e, in seguito, ancora di signori germanici. Successivamente, Cislago fu sotto il dominio dei Della Torre. Il castello gentilizio che appare al centro del paese è sorto su un castrum romano, ampliato in epoca medioevale. Nel XIII secolo il borgo divenne feudo dei Visconti ed è attestata la presenza degli Umiliati con due domus. Nel XIV viene fondata la schola o confraternita di Santa Maria.

### Età moderna
Nel 1505 Cislago è soggetto alle distruzioni compiute dai Lanzichenecchi. 
Nel 1510 un attacco da parte delle truppe di Matteo Schiner provocò la demolizione del castello.
Il paese crebbe e passò nel 1620 al marchese Cesare II Visconti che restaurò il castello trasformandolo in una grande villa in stile barocco, tuttora fulcro del borgo medioevale ancora ben strutturato.
Nel XVIII secolo il feudo di Cislago (un tutt'uno di territori collegati a Castelseprio) passò alla nobile famiglia di origine trentina dei Castelbarco che, divisi in numerosi rami collaterali, abitano ancora parte del castello. Cislago all'inizio nel XVIII secolo fu interessato dalla deviazione del torrente Bozzente all'infuori del centro abitato viste le numerose inondazioni che provocava. Il vecchio corso del fiume comprendeva il castello e alcune corti attigue e divideva l'attuale centro cittadino in due parti.

### Età contemporanea
Oasi del Partito Popolare durante buona parte del ventennio fascista, fu teatro di bombardamenti lungo il territorio attraversato dalle Ferrovie Nord Milano e per la presenza di un'importante centrale elettrica di smistamento.

### Simboli
Lo stemma è stato concesso con regio decreto del 15 aprile 1928.
Il gonfalone concesso con DPR del 31 gennaio 1980 è costituito da un drappo di azzurro.

## Monumenti e luoghi d'interesse

### Architetture religiose

#### Chiesa dell'Annunciata (Oratorio visconteo, XIV secolo)
Espressione del potere visconteo, l'oratorio sorse come edificio privato per il culto del castellano e per la sepoltura dei suoi familiari. Ha pianta quadrata e presenta finestre ogivali con decorazioni a trilobi e quadrilobi. In stile gotico-lombardo ne presenta gli elementi tipici: utilizzo del cotto, facciata a vela, costoloni esterni alla muratura e arcatelle pensili a sesto acuto come decorazioni. All'interno sono stati portati alla luce affreschi trecenteschi di San Martino e Sant'Antonio abate. È visitabile su richiesta ai proprietari conti Castelbarco. Visite guidate a cura della Pro Loco.

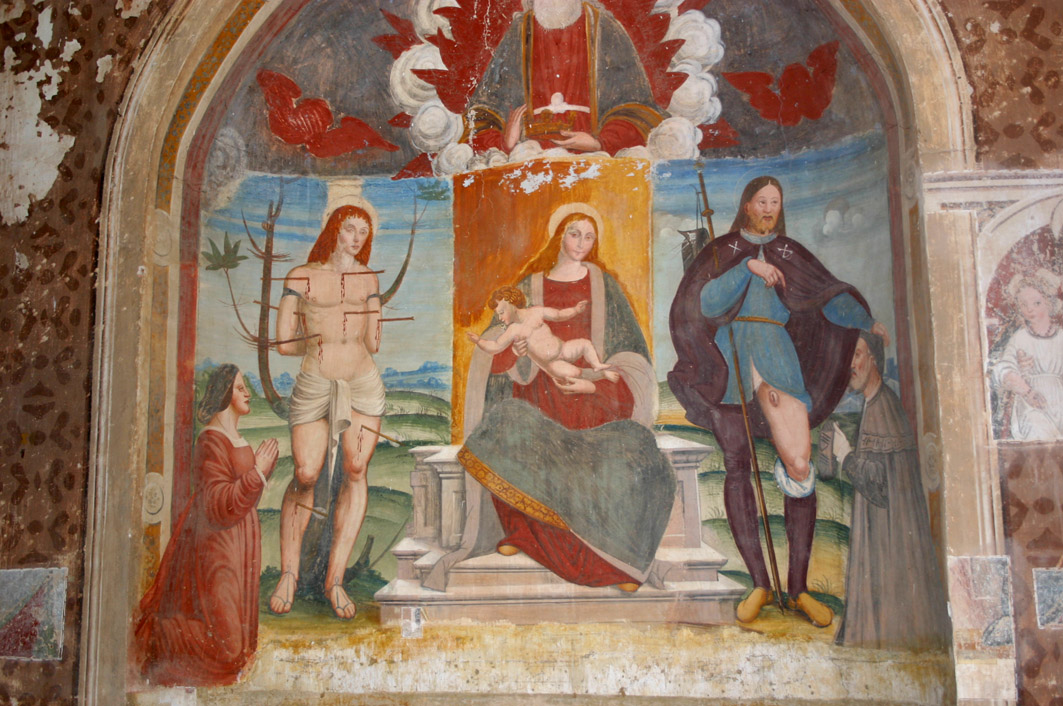
Chiesa di Santa Maria della Neve, affresco Madonna col Bambino e santi Sebastiano e Rocco

#### Chiesa di Santa Maria della Neve (XV secolo)
In località Santa Maria Iniziata, il santuario, restaurato dalla Pro Loco, è ricco di affreschi devozionali. Le prime fonti ne citano l'esistenza già nel 1256 come con il nome di Santa Maria del Siate. L'ordine degli Umiliati insediò in questa chiesa una confraternita laica detta Scuola di Santa Maria che amministrò la chiesa e i suoi beni fino al 1806. Tra il Quattrocento e il Cinquecento l'edificio fu interessato da un intervento di ampliamento di tutta l'aula che portò la chiesa ad avere sette nicchie semicircolari che vennero dipinte nel 1525. Nel 1620 venne ampliato il presbiterio e innalzata la volta, mentre nel 1731 si abbatterono due nicchie laterali per costruire la cappella di Sant'Antonio. La chiesa era completamente affrescata dal soffitto al pavimento e sulle pareti si ripetono i dipinti della Madonna come protettrice della maternità (Madonna del Latte, della Tenerezza, delle Rose…) e dei santi ausiliatori della peste. Molti di questi dipinti sono attribuiti a Giangiacomo Lampugnani. Un recente restauro ha riportato all'antico splendore anche i molti che nell'Ottocento erano stati coperti. Il bellissimo altare ligneo barocco presenta la rara immagine della Madonna del Parto che ha accompagnato la sua fama nei secoli. La festa della Madonna della Neve, patrona delle chiesa, si celebra la prima domenica di agosto, visitabile presso la parrocchia con visite guidate a cura della Pro Loco. Recentemente si è effettuato un ampio restauro, sia alla chiesetta con campanile annesso, sia alla "recinzione" della frazione, che è stata provvista di una bacheca illustrativa (illuminata anche di sera), posta proprio lungo la pista ciclabile.

#### Chiesa parrocchiale Santa Maria Assunta (XVII secolo)

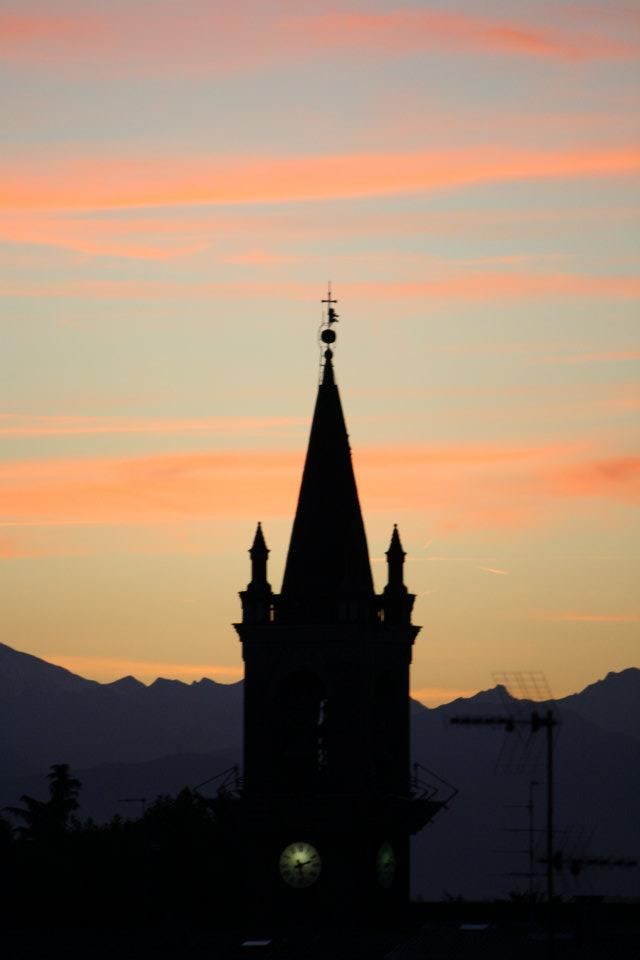
Campanile "ferito" 2012

Ricostruita nel 1608 e ampliata nel 1931 presenta notevoli affreschi del 1642 opera di Giovan Francesco Lampugnani ed enormi tele di pregevole fattura. Dell'epoca antica è il dipinto trecentesco della Veronica, un antico dipinto quattrocentesco di Madonna con Bambino e sull'architrave della porticina del campanile è presente scolpita su una pietra la data 1492. Dietro l'altare maggiore è visibile l'imponente organo seicentesco con un prospetto di 29 canne suddivise in cinque campate a cuspide inserito in una cassa ottocentesca con lavori d'intaglio e statue di angeli musicanti che esaltano la Madonna Assunta patrona della chiesa. Dal 2020 l'organo seicentesco è muto, in attesa di restauro. Viene sostituito temporaneamente da un organo più piccolo. Compatrono è il martire sant'Abbondanzio il cui corpo santo proviene dalle catacombe di Roma e arrivò a Cislago come reliquia personale dei Visconti che in seguito lo donarono alla parrocchia. Il suo corpo è conservato in un'artistica urna di fine Ottocento. Il giorno della sua festa che si celebra il lunedì in albis, in cui si esegue l'antico rito dell'incendio del pallone di ovatta da cui si traevano gli auspici per il raccolto. Dopo il restauro della struttura esterna e del campanile del 2005, la chiesa è stata in ottime condizioni fino all'estate del 2012 quando, dopo diversi temporali, caratterizzati da vento forte, il campanile iniziò a dare segni d'erosione e di cattive condizioni della cella campanaria, tanto che si decise di fermare le campane, lasciando attivo solo il segnale dell'orario, ovvero lasciando attivi solo i batacchi elettrici e disattivando la suonata a distesa (la campana si muove). Dopo alcune settimane di moria delle campane, si decise di fermarle del tutto. Nello stesso periodo il campanile venne dotato di sostegni subito sotto la cella campanaria. Il 1º ottobre 2012 avvenne la rimozione delle sei campane del 1905 dalla cella campanaria. Da ottobre 2012 a ottobre 2014 l'attività del campanile rimase ferma. Il 30 marzo 2015 furono rimontate le campane dopo i lavori di restauro della torre campanaria.

#### Cappella della Madonna dell'Aiuto (XVIII secolo)
Di patronato dei Visconti di Modrone, è stata eretta nei pressi dell'antico corso del torrente Bozzente dove sorgeva un ponte. Conserva l'affresco della Madonna dell'Aiuto contornata dai santi ausiliatori della peste e da san Giovanni Nepomuceno, patrono degli affogati, a cui ci si rivolgeva per chiedere protezione contro le periodiche piene del torrente che portavano distruzione e morte. È visitabile.

#### Chiesa dei Santi Giulio prete e Antonio Abate (XIX secolo)
Nella frazione Massina, in stile neoclassico a pianta ottagonale, è stata edificata per volere testamentario della marchesa Visconti nel 1883 al posto dell'antico oratorio della frazione. All'interno presenta un seicentesco quadro del beato Bernardino Caimi ideatore dei Sacri Monti, mentre la pala dell'altare maggiore presenta la Madonna con ai lati i patroni santi Giulio e Antonio Abate. Singolare è la presenza in quattro nicchie di statue ottocentesche raffiguranti donne dell'Antico Testamento.

#### Chiesa di Nostra Signora del Sacro Cuore (XX secolo)
Nella frazione Cascina Visconta, è stata costruita all'inizio del secolo scorso per gli abitanti della frazione che anticamente era il padiglione di caccia dei Visconti poi trasformato in corte rurale.

### Architetture civili

#### Castello Visconti Castelbarco (XVII secolo)

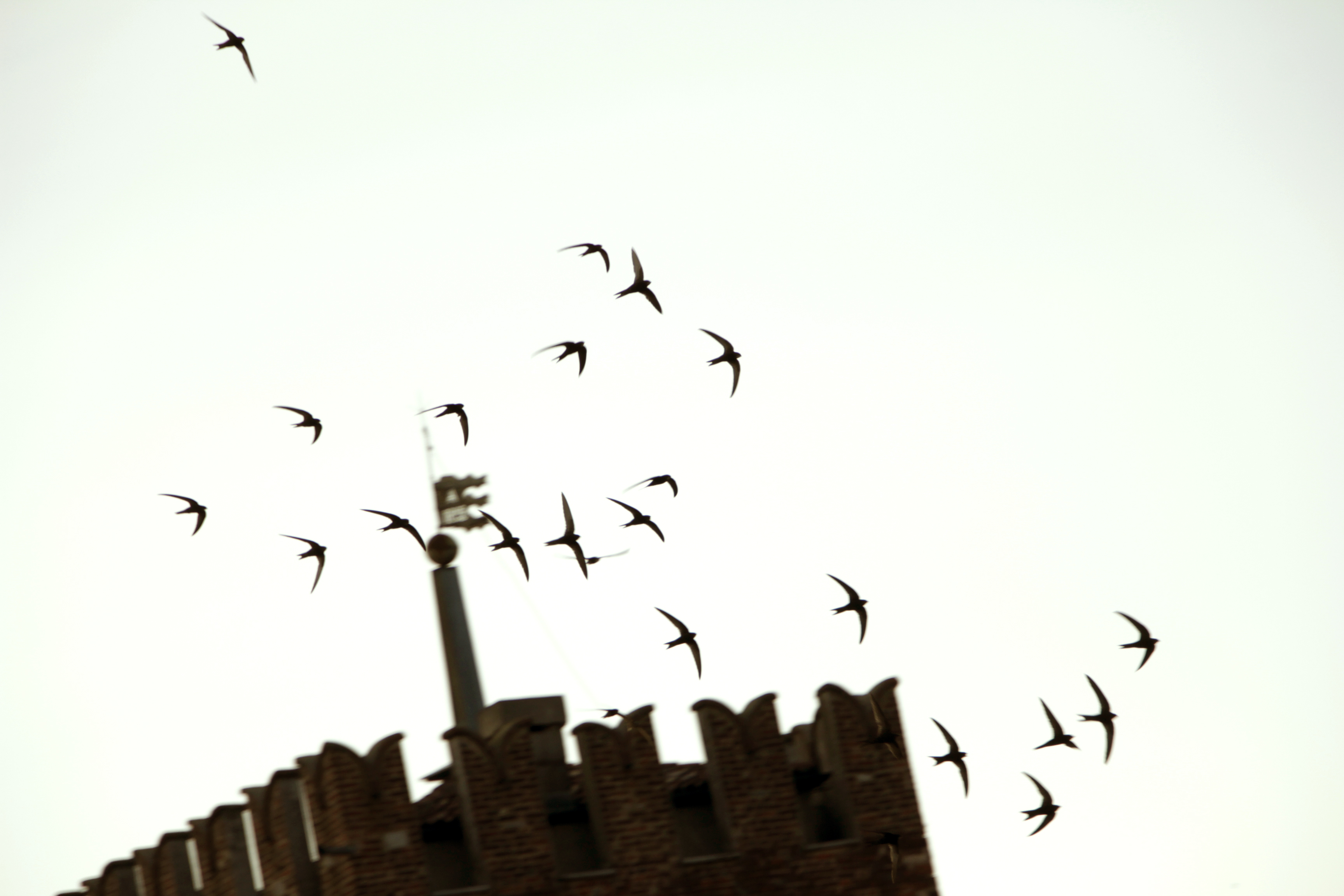
Ronda di rondoni al castello di Cislago

Sui ruderi del vecchio castello medioevale abbattuto dai Lanzichenecchi si ricostruì nel 1620, in stile barocco, un palazzo signorile dalle forme più consone a una residenza di campagna. Ha pianta rettangolare con due importanti torri a merlatura ghibellina a ricordo dell'antico potere militare che esercitava, mentre sul lato opposto la struttura diventa villa di campagna e si apre sul grande cortile d'onore. Intorno vi è il grande giardino chiuso da murature e da un'artistica cancellata in ferro battuto del XVIII secolo. Attorno al castello sorgono le vecchie corti rurali che recano ancora lo stemma in pietra dei Visconti. Il castello è tuttora abitato dai Castelbarco che succedettero ai Visconti e pertanto non è visitabile.
Nel periodo aprile-luglio il castello ospita un'importante colonia di rondoni comuni che sfruttano le vecchie tegole di merlature e mura per la nidificazione: in base al numero di coppie nidificanti questa colonia è considerata una delle più rilevanti nella provincia di Varese. Questa presenza numerosa ha attirato, negli ultimi anni, una coppia di gheppi che si riproduce con successo nelle buche pontali delle mura della torre nord.

#### Villa Isacchi
Di impianto settecentesco, fu proprietà di famiglie notabili, i Pagani, i Taverna, quindi degli Isacchi che alla fine del XIX secolo la ristrutturarono come villa di campagna inserita in uno splendido giardino. Dell'antico splendore rimangono i pregevoli soffitti a cassettoni dipinti, lo scalone e il camino nella sala dei convegni. Dal 1979 è diventata di proprietà comunale e ospita diverse associazioni fra cui la Pro Loco ed è sede della biblioteca comunale.

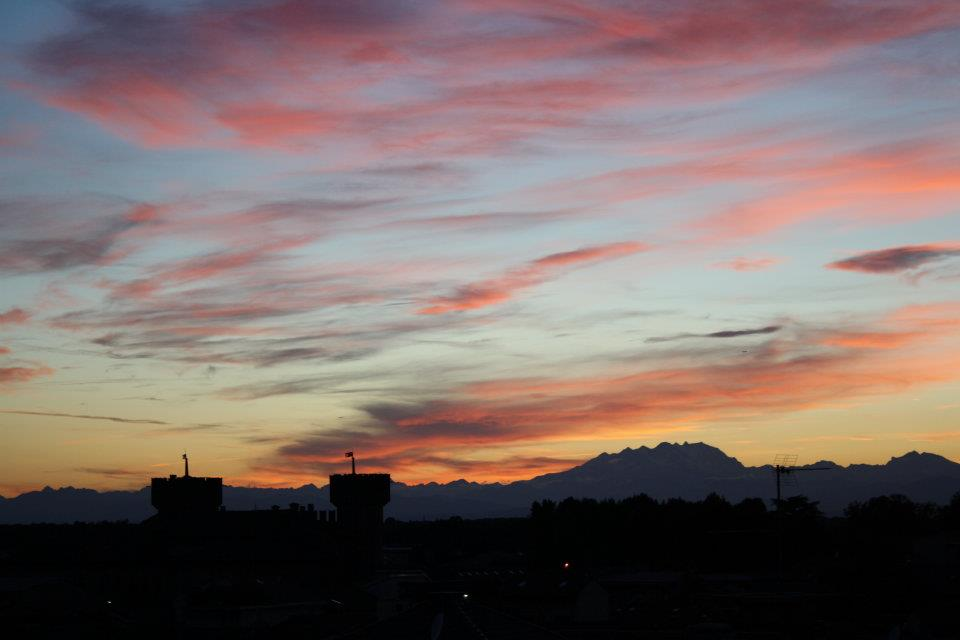
Tramonto

#### Casa del Beato Luigi Monza
In una corte rurale intorno al castello di proprietà dei conti Castelbarco nacque il beato Luigi Monza il 22 giugno 1898. Visse i suoi anni a Cislago nella miseria in cui vivevano i contadini di allora. L'abilitazione con gli arredi dell'epoca presenta uno spaccato di vita quotidiana dei contadini di inizio Novecento. Il beato Luigi Monza fondò La Nostra Famiglia, ente che si occupa dell'assistenza e riabilitazione dei bambini disabili, visitabile presso La Nostra Famiglia con visite guidate a cura della Pro Loco.

### Aree naturali

#### Parco Locale di Interesse Sovracomunale (PLIS) del Bosco del Rugareto
Il Parco del bosco del Rugareto è stato riconosciuto originariamente dalla Provincia di Varese nel 2005 nei Comuni di Cislago, Gorla Minore e Marnate. È stato poi ampliato nel 2006 nel comune di Rescaldina. Attualmente ha un'estensione di circa 1 260 ettari. Si tratta del primo nucleo di tutela di un'estesa superficie forestata, compresa fra la valle dell'Olona e la Pineta di Tradate. Il Parco comprende infatti una vasta area boscata (oltre il 70% della superficie) delimitata da distese prative e aree coltivate, segnate da interventi di regimazione delle acque.
I “Boschi di Cislago” rappresentano l'aggregazione boschiva più estesa del PLIS, attraversata da un'importante rete di percorsi, mentre l'ampio e compatto “Bosco del Rugareto” costituisce il nucleo mediano della complessiva aggregazione dei boschi del Parco. I boschi sono caratterizzati in genere dalla presenza di robinia, ma non mancano formazioni prossime a quelle naturali dei pianalti lombardi, con pino silvestre, farnia, carpino bianco, betulla, castagno.
L'area è frequentata dalla tipica fauna locale, dove spicca, fra i mammiferi, lo scoiattolo europeo,  minacciato dalla presenza ingombrante e invadente di quello nordamericano, incautamente introdotto da ignoti. Si possono osservare i picchi (soprattutto il picchio rosso maggiore e il picchio verde), le civette, il gufo comune e tanti altri uccelli.

## Società

### Evoluzione demografica
- 1 150 ab. nel 1751
- 1 258 ab. nel 1805
- 2 180 ab. nel 1853
- 2 385 ab. nel 1859

Abitanti censiti

## Economia
Cislago fu un centro a economia principalmente agricola fino agli anni sessanta del XX secolo. Negli ultimi decenni ha preferito il commerciale e l'industriale. Dagli anni ottanta del XX secolo Cislago ha attraversato un'importante espansione dell'urbanizzato a danno dell'agricoltura, portando i suoi abitanti a superare le 8 000 unità.

## Infrastrutture e trasporti

### Ferrovie
Cislago è servito dalla linea ferroviaria FN Saronno-Varese-Laveno Mombello tramite la stazione di Cislago.

### Autostrade
Il territorio comunale è interessato dall'Autostrada A36 a cui è possibile accedere attraverso lo svincolo di Cislago.

## Sport

### Cistellum Basket
Nel paese dal 1970 è presente la Cistellum Basket, presieduta da Mario Ceriani, che ha festeggiato il 50º compleanno nel 2020. La prima squadra disputa il campionato FIP in serie D dalla stagione 2022/23.
La sede di gioco è il Palazzetto dell'istituto Comprensivo Aldo Moro, sito accanto alla stazione Trenord e denominato anche Palastazione.